# Stewartstown (Pensilvania)
Stewartstown es un borough ubicado en el condado de York en el estado estadounidense de Pensilvania. En el año 2000 tenía una población de 1,752 habitantes y una densidad poblacional de 796.4 personas por km².

## Geografía
Stewartstown se encuentra ubicado en las coordenadas 39°45′15″N 76°35′35″O / 39.75417, -76.59306.

## Demografía
Según la Oficina del Censo en 2000 los ingresos medios por hogar en la localidad eran de $50,000 y los ingresos medios por familia eran $54,891. Los hombres tenían unos ingresos medios de $41,643 frente a los $28,500 para las mujeres. La renta per cápita para la localidad era de $22,095. Alrededor del 4.1% de la población estaba por debajo del umbral de pobreza.